# Joey Dorsey
Richard Elmer "Joey" Dorsey (Baltimore, 16 de dezembro de 1983) é um basquetebolista profissional estadunidense atualmente está sem clube, tendo defendido o FC Barcelona Lassa na Liga ACB. O atleta possui 2,06m, pesa 125Kg e atua na posição pivô e ala-pivô. 

## Estatísticas na NBA

### Temporada regular
| Ano     | Equipe     | PJ  | PT | MPP  | %TC  | %3P  | %TL  | RPP | APP | ROB | TPP | PPP |
| ------- | ---------- | --- | -- | ---- | ---- | ---- | ---- | --- | --- | --- | --- | --- |
| 2008-09 | Houston    | 3   | 0  | 2.0  | .500 | .000 | .000 | .3  | .3  | .0  | .0  | .7  |
| 2009-10 | Houston    | 7   | 0  | 7.7  | .455 | .000 | .500 | 3.6 | .3  | .3  | .1  | 1.6 |
| 2009-10 | Sacramento | 8   | 0  | 6.5  | .444 | .000 | .400 | 2.3 | .0  | .1  | .1  | 1.5 |
| 2010-11 | Toronto    | 43  | 9  | 12.1 | .525 | .000 | .477 | 4.4 | .6  | .6  | .4  | 3.1 |
| 2014-15 | Houston    | 69  | 17 | 12.4 | .552 | .000 | .289 | 4.0 | .4  | .6  | .4  | 2.7 |
| Total   |            | 130 | 26 | 11.5 | .534 | .000 | .375 | 3.9 | .4  | .5  | .3  | 2.6 |